# Vættelys
Vættelys er en aflang sten, som er den fossile skal fra belemnitter (blæksprutter), der levede i kridttiden. Vættelys hører til de almindelige forsteninger. Belemnitternes skal var omvokset med blødt tyndt væv og er spids i svømmeretningen. I den modsatte ende var der et tyndvægget kammer, der sjældent er bevaret.
Førhen var der meget folketro omkring vættelys. Nogle troede, de var troldenes (vætternes) lys, andre at de var tordenkiler, der besad tryllekraft, så de beskyttede mod lynnedslag.